# Slag bij Proctor's Creek
De Slag bij Proctor's Creek vond plaats tussen 12 mei en 16 mei in Chesterfield County Virginia tijdens de Amerikaanse Burgeroorlog. Deze slag is ook bekend als de slag bij Drewry's Bluff of de slag bij Fort Darling.

## De slag
Nadat de Noordelijke generaal-majoor Benjamin Butler bij Swift Creek en Fort Clifton op 9 mei geen vooruitgang had geboekt in zijn mars langs de spoorweg naar Richmond, trok hij zich terug in de loopgraven rond Bermuda Hundred. Een Zuidelijke leger van ongeveer 18.000 man werd snel samengesteld en onder het bevel van generaal P.G.T. Beauregard geplaatst.
Op 12 mei viel Butler de Zuidelijke linies aan bij Drewry’s Bluff. Omdat hij geen ondersteuning kreeg van kanonneerboten nam hij opnieuw een defensieve stelling in. Op 13 mei viel een Noordelijke colonne de Zuidelijken aan bij Wooldridge House waar ze een deel van de vijandelijke linie innamen. Butler bleef echter voorzichtig zodat Beauregard tijd kreeg om zijn troepen te hergroeperen. In de ochtend van 16 mei viel de Zuidelijke divisie van generaal-majoor Robert Ransom de vijandelijke rechterflank aan waarbij vele Noordelijke eenheden op de vlucht sloegen. De aanvallen stokten door de opkomende mist. De Noordelijken trokken zich opnieuw terug naar de stellingen rond Bermuda Hundred. Er vielen voor beide opponenten samen ongeveer 6.600 slachtoffers. Butler had het initiatief verloren.